# Беррінгтон (Нью-Гемпшир)
Беррінгтон (англ. Barrington) — місто (англ. town) в США, в окрузі Страффорд штату Нью-Гемпшир. Населення — 9326 осіб (2020).

## Демографія
Згідно з переписом 2010 року, у місті мешкало 8576 осіб у 3229 домогосподарствах у складі 2382 родин. Було 3661 помешкання
Расовий склад населення:
| - 96,9 % — білих - 1,0 % — азіатів - 0,5 % — чорних або афроамериканців - 0,2 % — корінних американців |

До двох чи більше рас належало 1,2 %. Частка іспаномовних становила 1,3 % від усіх жителів.
За віковим діапазоном населення розподілялося таким чином: 23,8 % — особи молодші 18 років, 66,7 % — особи у віці 18—64 років, 9,5 % — особи у віці 65 років та старші. Медіана віку мешканця становила 40,7 року. На 100 осіб жіночої статі у місті припадало 100,9 чоловіків;  на 100 жінок у віці від 18 років та старших — 99,1 чоловіків також старших 18 років.
Середній дохід на одне домашнє господарство  становив 106 832 долари США (медіана — 84 126), а середній дохід на одну сім'ю — 130 149 доларів (медіана — 124 464). Медіана доходів становила 64 093 долари для чоловіків та 39 222 долари для жінок. За межею бідності перебувало 4,9 % осіб, у тому числі 0,4 % дітей у віці до 18 років та 1,3 % осіб у віці 65 років та старших.
Цивільне працевлаштоване населення становило 4961 особа. Основні галузі зайнятості: освіта, охорона здоров'я та соціальна допомога — 28,6 %, публічна адміністрація — 12,1 %, науковці, спеціалісти, менеджери — 10,2 %, виробництво — 9,0 %.